# Thiaucourt-Regniéville
Thiaucourt-Regniéville é uma comuna francesa na região administrativa de Grande Leste, no departamento de Meurthe-et-Moselle. Estende-se por uma área de 19,01 km². Em 2010 a comuna tinha 1 131 habitantes (densidade: 59,5 hab./km²).